# Rapanea lucida
Rapanea lucida là một loài thực vật có hoa trong họ Anh thảo. Loài này được (Wall. & A. DC.) Mez miêu tả khoa học đầu tiên năm 1902.